# Caroline Nevejan
Caroline Irma Maria Nevejan (Tilburg, 11 juni 1958) is Chief Science Officer bij de Gemeente Amsterdam en bijzonder hoogleraar Designing Urban Experience aan de Universiteit van Amsterdam. Ze is verantwoordelijk voor onderzoek, wetenschap en kennisontwikkeling in Amsterdam. Ze is een Nederlandse internetpionier.

## Internetpioneer
Nevejan is opgeleid als sociale wetenschapper in de jaren zeventig en behoort tot de eerste generatie internetters.
Als programmeur Politiek en Cultuur van Paradiso organiseerde zij vanaf eind jaren 80 evenementen zoals de Galactic Hacker Party en The Seropositive Ball.
In 1994 richtte zij de Maatschappij voor Oude en Nieuwe Media (MONM) op. Zij deed dit samen met Marleen Stikker, die toen ‘burgemeester’ was van De Digitale Stad. In 1996 verhuisden zij naar de Waag op de Nieuwmarkt en werd de naam veranderd naar Waag Society. (In 2018 werd de naam veranderd in Waag.) De stichting was het brandpunt van de Nederlandse communicatievernieuwing. Om het internet toegankelijker te maken voor iedereen ontwierp de stichting een leestafel met internetaansluiting. De tafel won in 1997 de Rotterdam Designprijs.

## Grootstedelijke vraagstukken
Als Chief Science Officer van Amsterdam is Nevejan verantwoordelijk voor onderzoek, wetenschap en kennisontwikkeling in die stad. Zij ziet beleid als een voortdurend ontwerpproces waarbij je mensen moet betrekken. In haar onderzoeksprogramma Designing Urban Experience werken wetenschappers, bewoners, kunstenaars, ontwerpers en ambtenaren met elkaar aan vernieuwende aanpakken en methodes voor de Metropoolregio Amsterdam.
Een van haar projecten is City Rhythm, een samenwerking tussen ambtenaren, wetenschappers en studenten en zes gemeentes waarin wordt bestudeerd of de verschillende ritmes in een stad beïnvloed kunnen worden door sociale cohesie in de buurt.
Vanuit de Chief Science Office van de gemeente Amsterdam is zij de initiator en hoofdredacteur van openresearch.amsterdam, een digitaal platform voor onderzoek, kennis en innovatie over en voor Amsterdam en omstreken. 

## Publicaties (selectie)
- Nevejan C. (2023) Vormen van vertrouwen (essay)
- Nevejan C., Badenoch A. (2014) How Amsterdam Invented the Internet: European Networks of Significance, 1980–1995. In: Alberts G., Oldenziel R. (red.) Hacking Europe. History of Computing. Springer, Londen
- Nevejan C. (2007) Presence and the Design of Trust, Proefschrift aan de Universiteit van Amsterdam